# Łączany (województwo opolskie)
Łączany (niem. Lankau) – wieś w Polsce położona w województwie opolskim, w powiecie namysłowskim, w gminie Namysłów.
W latach 1975–1998 miejscowość administracyjnie należała do ówczesnego województwa opolskiego. Według Narodowego Spisu Powszechnego z 2021 r. wieś zamieszkuje 310 osób.

## Zabytki

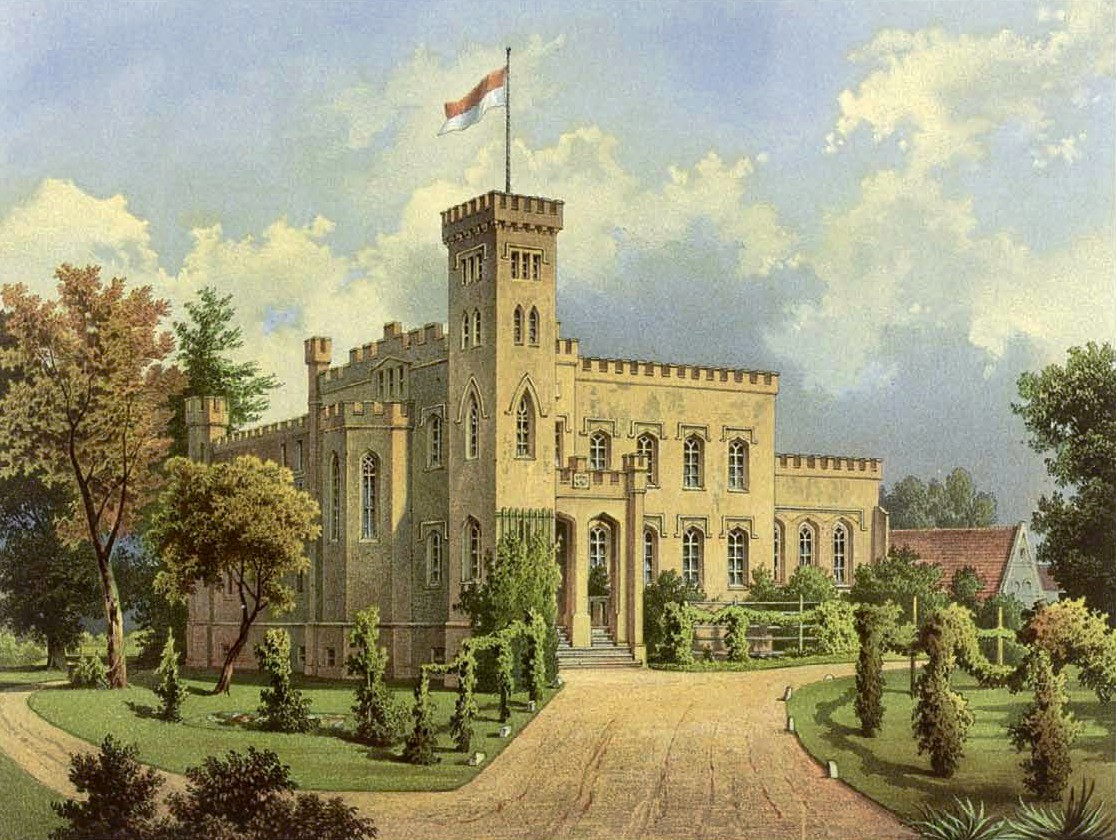
Pałac między 1857 i 1883

Do wojewódzkiego rejestru zabytków wpisany jest:
- zespół pałacowy, z końca XIX w.:
  - Pałac w Łączanach, wybudowany przez rodzinę Pfoertner von der Hoelle[5] w latach 1853–54[6] na miejscu poprzedniego, spalonego w 1851. Piętrowy obiekt murowany, wzniesiony na planie litery „L” w stylu neogotyckim (Tudorów[7]) ze ścianami zwieńczonymi prostokątnymi blankami i trzypiętrową wieżą wybudowaną na planie kwadratu[8].
  - park.